# Libera Terra
Libera Terra è una realtà imprenditoriale nata nel solco della cooperazione, su impulso dell’associazione Libera. Associazioni, nomi e numeri contro le mafie, che oggi riunisce nove cooperative sociali e un consorzio, anch’esso cooperativa sociale e senza scopo di lucro. Cooperative sociali e agricole che gestiscono terreni e strutture confiscati alle mafie in Sicilia, Calabria, Puglia e Campania e che coinvolgono in quest’attività di rilancio produttivo altri agricoltori biologici del Sud Italia che ne condividono i valori e i principi.
Lo scopo di Libera Terra è valorizzare territori stupendi ma difficili e promuovere un sistema economico virtuoso e sostenibile basato sulla legalità, sulla giustizia sociale e sul mercato.
Questo scopo viene perseguito attraverso il recupero sociale e produttivo dei beni liberati dalle mafie, la creazione di aziende cooperative - economicamente sane e in grado di creare occupazione e indotto positivo - e la realizzazione di prodotti agroalimentari biologici, di elevata qualità organolettica e con uno stretto legame con la terra e con il Sud Italia. 

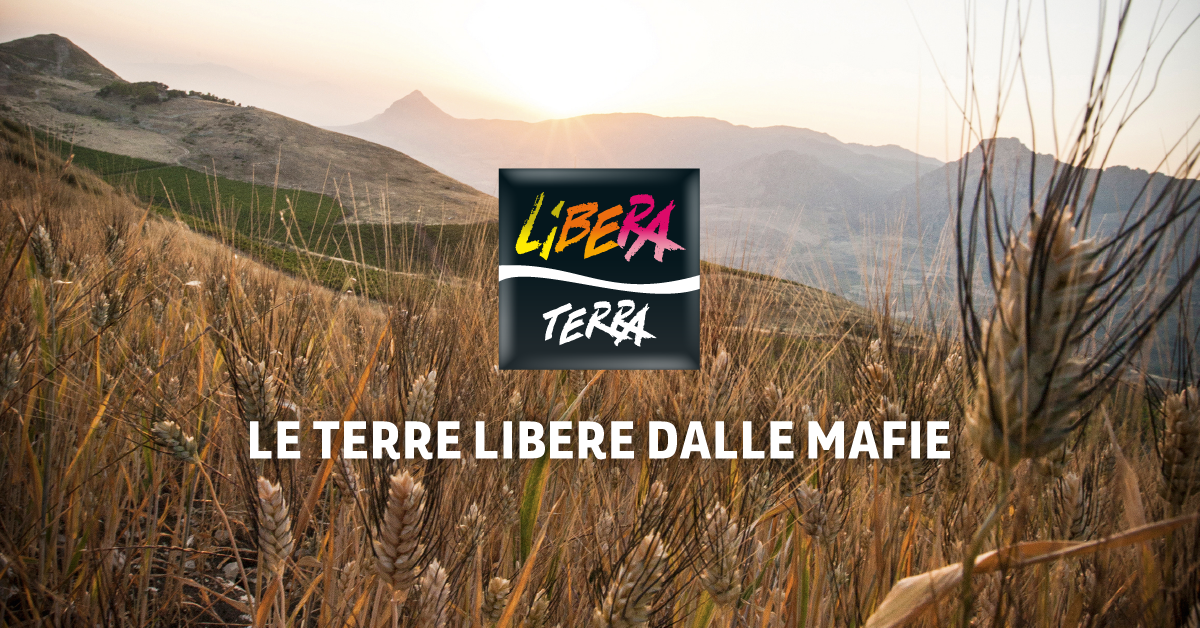
Alba a Portella della Ginestra

L'idea di fondo alla base della nascita di Libera Terra è che coltivare i terreni sottratti alla criminalità organizzata e realizzare prodotti biologici di qualità possa essere uno strumento per stimolare il cambiamento sociale, economico e culturale in territori storicamente caratterizzati da una forte presenza delle mafie.

## Storia

### La legislazione sul riutilizzo dei beni confiscati
La nascita di Libera Terra è stata resa possibile dalla legislazione italiana di contrasto alle mafie, in particolare per quanto concerne le misure di carattere patrimoniale e il riutilizzo dei beni confiscati.
Le indagini attestano che le mafie intervengono in molti mercati, sia in Italia che a livello internazionale, conseguendo una grande e crescente forza economica, che, a sua volta, agevola la loro capacità di contaminare il tessuto sociale, amministrativo e imprenditoriale dei territori in cui operano.
Uno degli obiettivi perseguiti dal legislatore italiano, dagli anni Ottanta e con una forte spinta dalla seconda metà degli Novanta, è stato quindi indebolire le organizzazioni criminali, attaccandole anche nel patrimonio e sottraendo loro, in questo modo, un importante strumento di controllo del territorio, di consenso e di potere.
La legislazione italiana in questa materia si fonda su due pilastri: la legge 646 del 1982, detta anche legge Rognoni – La Torre dal nome dei proponenti, e la legge 109 del 1996, fortemente voluta dall’associazione Libera.
La legge Rognoni – La Torre ha introdotto due grandi innovazioni nella lotta alle mafie, in primo luogo, definendo una fattispecie di reato specifico con sanzioni specifiche per l’associazione di tipo mafioso e prevedendo, in secondo luogo, delle misure, come il sequestro e la confisca, volte ad aggredire le ricchezze illecitamente accumulate dalle organizzazioni criminali.
A partire dalla seconda metà degli anni Ottanta, l’applicazione della legge Rognoni – La Torre e l’intensificarsi della lotta alla mafia portarono alla confisca di numerosi beni, mobili e immobili, frutto di attività illecite. Il principale limite della legge del 1982 era, tuttavia, il fatto di non prevedere procedure per il loro riutilizzo. Da una parte, infatti, i beni parte del ciclo produttivo sequestrati e confiscati venivano sottratti dal circuito economico con conseguenze negative per le già fragili economie locali e, d’altra parte, implicavano sia elevati costi di gestione per lo Stato sia un forte rischio di deperimento dei beni stessi. Si pensi, ad esempio, ad un vigneto, un uliveto, uno stabilimento di produzione o un albergo che cessano di produrre e, di conseguenza, smettono di impiegare persone e di acquistare dai fornitori, ma che nel frattempo continuano a necessitare di essere curati e manutenuti.
Nel 1995 veniva fondata Libera. Associazioni, nomi e numeri contro le mafie con lo scopo di sensibilizzare, coinvolgere e sostenere la società civile nella lotta contro le mafie. Una delle prime iniziative dell’associazione fu la raccolta di oltre un milione di firme per la proposta di legge di iniziativa popolare sul riutilizzo dei beni confiscati. Questa attività portò all’adozione della legge 109 del 1996, che prevede appunto la possibilità di dare i beni confiscati in concessione a terzi, privati, organizzazioni, cooperative, enti per il loro riutilizzo a fini sociali e produttivi, sancendo quindi il principio della restituzione alle collettività dei beni sottratti alle mafie. Tale disciplina è stata poi assorbita dal Nuovo Codice Antimafia del 2017.

### La nascita del Progetto Libera Terra
Nel 2000, per favorire la concreta applicazione della legge 109 del 1996 e dimostrare che il riuso dei beni confiscati poteva essere una grande opportunità di sviluppo economico, di lavoro e di riscatto dei territori oppressi dalle mafie, Libera promuoveva la nascita del progetto Libera Terra.
Nel 2001 veniva fondata la prima cooperativa Libera Terra, che porta il nome di Placido Rizzotto, sindacalista corleonese ucciso dalla mafia nel 1948, alla quale venivano affidati dei beni confiscati alla mafia nei Comuni dell’Alto Belice Corleonese riuniti nel Consorzio Sviluppo e Legalità.
Nel 2002 veniva lanciato il primo prodotto Libera Terra, la pasta, seguito negli anni successivi da molti altri, mentre parallelamente nascevano le altre cooperative Libera Terra in Sicilia, Calabria, Puglia e Campania: la cooperativa Valle del Marro (2005), la cooperativa Pio La Torre (2007), la cooperativa Terre di Puglia (2008), la cooperativa Beppe Montana (2010), la cooperativa le Terre di Don Peppe Diana (2010), la cooperativa Rosario Livatino (2012), la cooperativa Terre Joniche (2013) e la cooperativa Rita Atria (2014).
Le cooperative Libera Terra sono cooperative sociali di tipo B, tutte costituite per bando pubblico, che gestiscono temporaneamente beni sequestrati e/o confiscati alle mafie (per lo più le concessioni hanno una durata di 20-30 anni), in larghissima parte costituiti da terreni agricoli.
La scelta del bando pubblico mirava a soddisfare il duplice obiettivo di evidenza pubblica nelle procedure di assegnazione dei beni confiscati, inizialmente non prevista dalla normativa, e di garantire la massima apertura e trasparenza nel coinvolgimento delle comunità locali nei progetti di riutilizzo dei beni stessi.
Le cooperative Libera Terra rappresentano, quindi, il cuore dell’intero progetto e sono lo strumento operativo mediante il quale gruppi di persone si uniscono per intraprendere un percorso imprenditoriale a forte connotazione etica e sociale e di grande impatto sul territorio, attraverso il riutilizzo sociale e produttivo dei beni sottratti alle mafie. Si tratta, inoltre, di imprese agricole e, di conseguenza, la loro attività caratteristica principale è quella di recuperare e coltivare i terreni di cui sono assegnatarie.
Nel 2006, su iniziativa di alcune importanti imprese cooperative per lo più aderenti a Legacoop Bologna, veniva costituita l’associazione Cooperare con Libera Terra – Agenzia per lo sviluppo cooperativo e della legalità. Associazione fondata con lo scopo di consolidare e supportare lo sviluppo economico-imprenditoriale delle cooperative che gestiscono beni confiscati alle mafie e aderiscono a Libera, attraverso la condivisione delle competenze e delle professionalità delle realtà associate.
Nel 2008 nasceva Libera Terra Mediterraneo, un consorzio, cooperativa sociale ONLUS, che riunisce le cooperative Libera Terra, unite ad altri operatori che ne condividono i valori e gli obiettivi.
Il consorzio veniva costituito con l’obiettivo di mettere a fattor comune le attività agricole delle cooperative Libera Terra, valorizzarne le produzioni e affrontare il mercato in maniera unitaria ed efficace. Libera Terra Mediterraneo, quindi, coordina le attività produttive delle cooperative e segue la trasformazione delle materie prime agricole in prodotti finiti, curando tutte le fasi dello sviluppo del prodotto, dall’ideazione alla commercializzazione, dal campo allo scaffale.

## Il marchio Libera Terra e i marchi collegati

### Il disciplinare di marchio
Il marchio Libera Terra nasce nel 2002 per identificare i prodotti della prima cooperativa parte del progetto, anche grazie all’opportunità di commercializzarli in GDO nel circuito Coop.
Il successo riscosso e il crescente numero di cooperative che chiedevano di aderire al progetto determinarono l’esigenza d’individuare soluzioni innovative per condividere e presidiare gli obiettivi e le direttrici guida di Libera Terra.
A tal fine, venne quindi deciso utilizzare il marchio Libera Terra come marchio di processo e non solo di prodotto, con l’obiettivo di dare la massima rassicurazione a tutti gli interlocutori esterni sulla legalità e giustizia sociale dei processi, sulla qualità dei prodotti e sull’efficienza gestionale delle imprese cooperative coinvolte.
Nel 2007 veniva adottato il Disciplinare di Marchio Libera Terra, che prevede un’ampia serie di requisiti ed obblighi per il suo utilizzo. Più precisamente, il disciplinare prevede: requisiti valoriali, requisiti di legalità e moralità; requisiti relativi alle condizioni di lavoro; requisiti di qualità del processo produttivo e del processo gestionale, obblighi di coordinamento dei vari attori coinvolti nel progetto Libera Terra, obblighi di realizzare attività rivolte alla comunità.

### I principali marchi collegati
I marchi collegati al marchio Libera Terra sono per lo più legati a specificità del prodotto.
il g(i)usto (di Sicilia, di Puglia, del grano, dei legumi, dell’olio e altri)
Nato sulla scia di una firma di marca presente storicamente su alcuni prodotti Libera Terra, ne contestualizza territorialmente la produzione o la filiera agricola che ne è alla base. Ad esempio, il g(i)usto di Sicilia contraddistingue, tra gli altri, i prodotti realizzati con gli agrumi coltivati nella piana di Catania, il g(i)usto del grano i prodotti realizzati con il grano duro del Sud Italia Libera Terra, come la pasta, il cous cous, i prodotti da forno, ecc.
Centopassi
Identifica la produzione vitivinicola Libera Terra della Sicilia occidentale e, più precisamente, del territorio dell’Alto Belice Corleonese. Un territorio, contraddistinto da altopiani e altitudini che sfiorano i mille metri sul livello del mare, particolarmente vocato a produzioni di alta qualità e ben lontano da molti stereotipi legati al vino siciliano.
Centopassi oggi rappresenta la punta di diamante dell’intero progetto Libera Terra, come dimostrano i successi riscossi sul mercato, sia in Italia che all’estero (export in 16 paesi) e i numerosi riconoscimenti della guide più autorevoli (tre bicchieri de il Gambero Rosso, premi grande esordio e il sole de I Vini di Veronelli, vino slow e bottiglia di Slow Wine, cinque grappoli di Bibenda).
Hiso Telaray
Identifica la produzione vitivinicola Libera Terra pugliese. Una realtà aziendale cooperativa che ha restituito valore e bellezza a vigneti confiscati alla criminalità organizzata e recuperati dopo anni di abbandono nell’Alto Salento. Un altro territorio particolarmente vocato a produzioni di elevato livello qualitativo.

## I prodotti Libera Terra
- Pasta e farine;
- Frollini;
- Prodotti da forno;
- Legumi e cereali;
- Olio extravergine d’oliva;
- Conserve, sottoli e paté;
- Marmellate;
- Succhi di frutta;
- Liquori di agrumi;
- Dolci stagionali;
- Mozzarella di bufala campana DOP;
- Frutta e verdura di stagione;
- Vini Centopassi;
- Vini Hiso Telaray.